# Grover Hill, Ohio
Grover Hill là một làng thuộc quận Paulding, tiểu bang Ohio, Hoa Kỳ. Năm 2010, dân số của làng này là 402 người.

## Dân số
- Dân số năm 2000: 412 người.
- Dân số năm 2010: 402 người.